# Alberto Verenzuela
Víctor Alberto "Tito" Verenzuela García (Maracay, Venezuela, 19 de mayo de 1970) es un guitarrista, cantante, compositor e intérprete argentino nacido en Venezuela. Es reconocido por ser miembro de la banda de rock de fusión, llamada Bersuit Vergarabat.

## Trayectoria
Tito se unió a la banda en el año 1994, tras la salida del guitarrista original, Charly Bianco y participó en la grabación de todos los álbumes de la agrupación, a partir de Don Leopardo (1996). Anteriormente, entre los años 1988 y 1991, participó en una banda llamada "Contorno y sus Adentros", como guitarrista, uno de los compositores y cantante.
En su carrera con Bersuit Vergarabat; ha compuesto o coescrito, las canciones: «Se viene»  (de Libertinaje), «Porteño de ley» (de Hijos del Culo) «Fisurar», «Ades Tiempo», «Zi Zi Zi» (de La Argentinidad al Palo), «Vamo' en la salud» (de Testosterona), «Cicatrices» (de Lados BV) «Ebrio de sin razón» y «Luna hermosa» (de ?), «Es solo una parte» y «Cargamos» (de La Revuelta) y «Me voy» y «Para Luis» (de El baile interior).
Además, tiene una banda paralela, "La Demanda", en la que canta, compone y toca la guitarra. También es miembro del Frente Popular Darío Santillán, un movimiento social y político, que debe su nombre a Darío Santillán, un militante que fue asesinado el 26 de junio de 2002, junto a otro joven llamado Maximiliano Kosteki, en la llamada Masacre de Avellaneda.
En el año 2006, participó junto a Bersuit Vergarabat, en el documental Que sea rock.
Es también característico, su uso exclusivo de una guitarra Fender Stratocaster blanco con negro, que ha usado en la mayoría de los álbumes de estudio y conciertos de Bersuit Vergarabat.